# آکونیتیک اسید
آکونیتیک اسید (به انگلیسی: Aconitic acid) یک ترکیب شیمیایی با شناسه پاب‌کم ۳۰۹ است. شکل ظاهری این ترکیب، بلورهای بی‌رنگ است. آکونیتیک اسید دو ایزومر سیس و ترانس دارد. ایزومر سیس در چرخه اسید سیتریک از سیترات تولید و به ایزوسیترات تبدیل می‌شود.

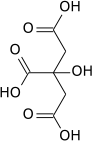
سیتریک اسید
آکونیتیک اسید
ایزوسیتریک اسید